# 불이학교
불이학교는 경기도 고양시 덕양구 화정동에 있는 5년제 비인가 중,고등대안학교이다.

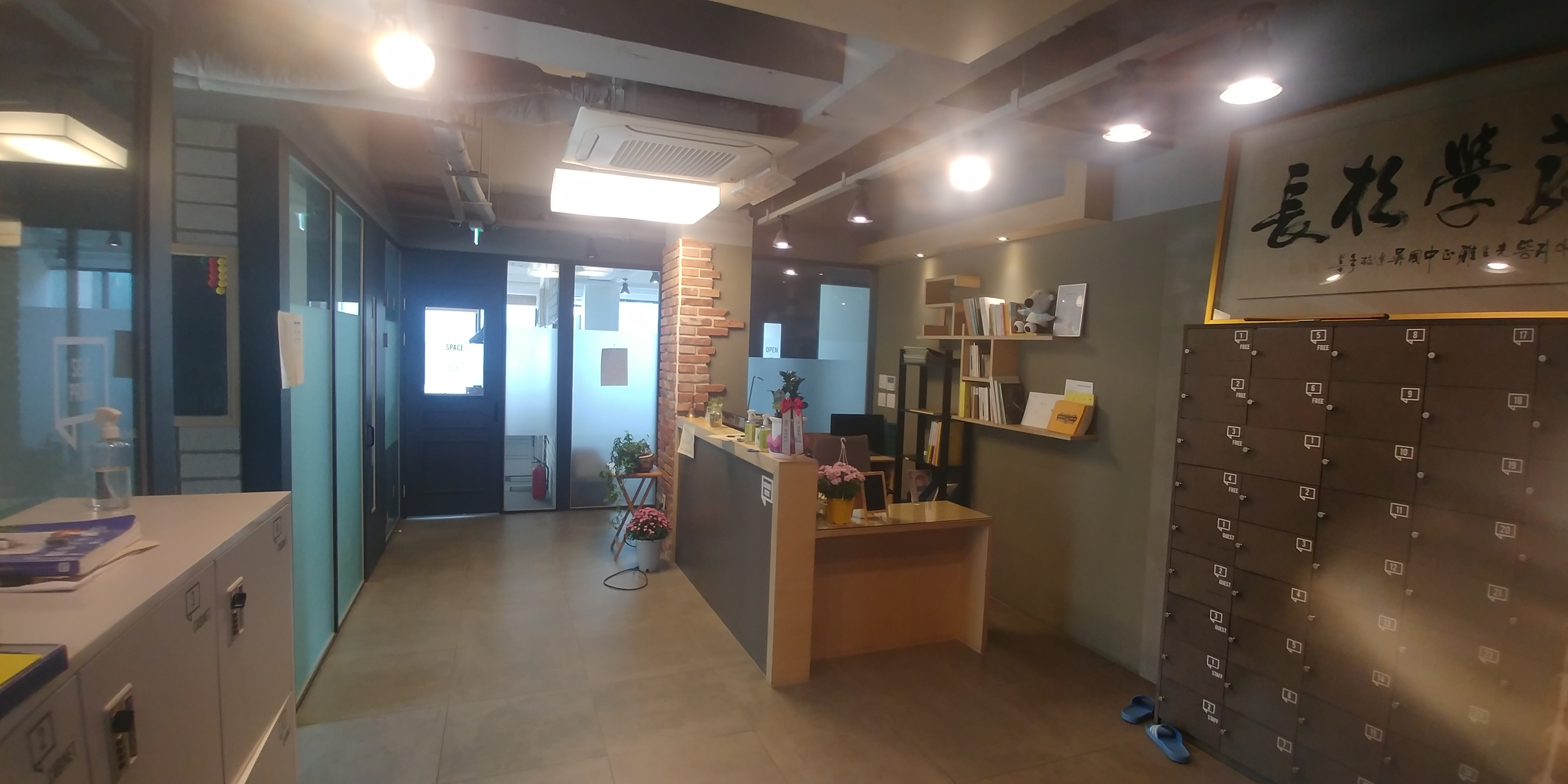
불이학교 내부

대안교육연대에 가입되어 있다.

## 교육 철학
홈페이지에서 아래와 같은 교육 철학을 소개하고 있다.

불이교육은 '이 세상은 둘이 아니고 서로 다르지 않다'는 불이(不二,不異)의 정신을 출발점으로 하고 있습니다.
너와 나, 인간과 자연, 가르침과 배움, 앎과 행함이 둘이 아니고 다르지 않습니다. 나아가 개인과 공동체, 인문학과 자연과학이 둘이 아니고 다르지 않다는 정신으로 이 세상을 배우고 느끼며 살아갑니다.
불이학교에서는 배움과 가르침은 어느 한 방향으로만 향하지 않고 서로를 향해서 공명합니다.
주류와 비주류의 이분법적인 논리를 거부하며 우리 사회의 온갖 분열과 분리를 극복하여 세상을 균형 있게 배우고 모두가 하나 됨을 가르치는 교육을 지향합니다.

## 학교 연혁
- 2010년 2월 : 행신동에서 개교(1, 2학년 총 학생수 15명)
- 2011년 10월 : 원당역 근처로 이전
- 2012년 9월 : 첫번째 인도 평화여행 1기 17명 참여
- 2014년 9월 : 불이마을협동조합 창립
- 2014년 9월 : 원당동으로 이전
- 2015년 2월 : 1기 졸업식(11명)
- 2016년 2월 : 2기 졸업식(13명)
- 2017년 2월 : 3기 졸업식(16명)
- 2018년 2월 : 4기 졸업식(24명)
- 2019년 3월 : 5기 졸업식(14명)
- 2020년 3월 : 6기 졸업식(7명)
- 2021년 3월 : 7기 졸업식(10명)
- 2021년 10월 : 화정동으로 이전